# Gulczas, a jak myślisz...
Gulczas, a jak myślisz… – polski film komediowy z 2001 roku w reżyserii Jerzego Gruzy. W filmie występują uczestnicy pierwszej edycji polskiego wydania reality show Big Brother. Zdjęcia do filmu powstawały nad Zalewem Zegrzyńskim, w Warszawie i w Serocku.

## Obsada
- Janusz Rewiński − jako ojciec Karoliny
- Piotr Gulczyński − jako Gulczas
- Rudi Schuberth − jako Karkówa
- Grzegorz Mielec − jako Grześ
- Karolina Pachniewicz − jako Karolina
- Radosław Pazura − jako reżyser
- Manuela Michalak − jako dziennikarka Manuela
- Alicja Walczak − jako Alicja „Kobra”, agentka Centralnego Biura Śledczego
- Krzysztof Rutkowski jako on sam
- Janusz Chabior − jako detektyw Jakubowski
- Klaudiusz Ševković − jako Klaudiusz
- Janusz Dzięcioł − jako Janusz Dzięcioł, komendant straży miejskiej
- Małgorzata Maier − jako pielęgniarka-nimfomanka
- Monika Sewioło − jako aktorka
- Sebastian Florek − jako turysta Sebastian
- Rafał Chudziński − jako komandos
- Jarosław Gruda − jako policjant Walczak
- Zdzisław Rychter − jako komendant policji
- Joanna Szurmiej-Rzączyńska − jako wstydliwa sekretarka planu
- Małgorzata Ostrowska − jako ona sama
- Daniel Olbrychski − jako Rzeźnik znad jeziora (głos)
- Jerzy Gruza − jako mężczyzna z balkonu
- Andrzej Lepper − jako znany polityk Samoobrony
- Jan Kozaczuk − jako wizażysta na planie filmu
- Jerzy Braszka − jako szef Kobry
- Maciej Wilewski − jako operator filmu

## Fabuła
Ojciec młodej dziewczyny imieniem Karolina jest przeciwnikiem jej związku z przystojnym pracownikiem stacji benzynowej Grzesiem. Z tego powodu para zakochanych ucieka w kierunku jeziora Łękotka, gdzie też młodzi osiedlają się w miejscowym kurorcie. W okolicach grasuje psychopatyczny morderca o poetyckiej duszy, zwany Rzeźnikiem znad jeziora. Nad Łękotką swoje pierwsze aktorskie kroki stawia też początkująca gwiazda filmowa Monika, która musi wybierać pomiędzy drogą do kariery a niejednoznacznymi propozycjami stawianymi przez reżysera jej pierwszego filmu. Agentka ukrywająca się pod pseudonimem Kobra śledzi niejakiego Karkówę – szefa gangu motocyklowego i narkotykowego dealera. Nad jeziorem Łękotka zjawia się także dziennikarka Manuela, szukająca fascynującego tematu na swój kolejny reportaż.